# Scambus aberrans
Scambus aberrans là một loài tò vò trong họ Ichneumonidae.